# Sven Sture

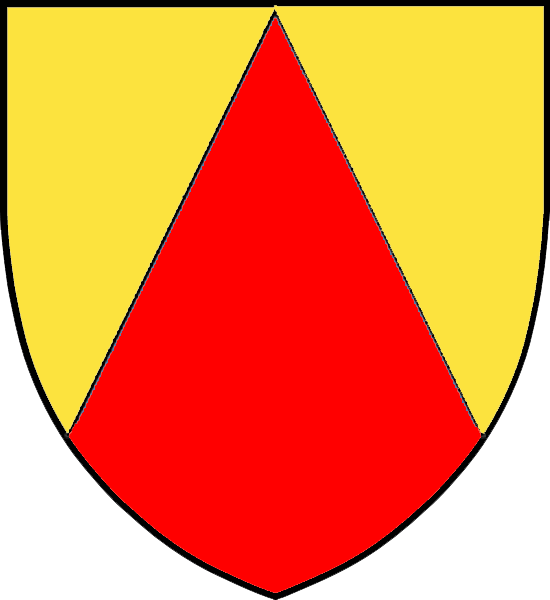
Vapen för Sture (spets nedifrån).

Sven Sture, första gången nämnd 1386, död 1424, var en halländsk frälseman, son till Nils Sture.

## Biografi
Sven Sture blev dubbad till riddare någon gång mellan 12 april 1405 och 21 mars 1414. Han var 1395 drottning Margaretas befälhavare på Gotland, men bytte året därpå sida efter att Albrekt av Mecklenburgs son Erik anfallit Gotland med stöd av Vitaliebröderna. Sven inledde ett samarbete med vitalianernas ledare Arend Styke. När Erik dog i pesten den 26 juli 1397 utnämnde hans änka Sofia Sven till sin hövitsman på Gotland. Sven gjorde en överenskommelse med vitalianerna om att dessa mot att avstå hälften av sitt byte kunde få en fristad på Gotland. Ön blev därmed en bas för vitalianernas kaperiverksamhet i Östersjön.
På grund av Tyska ordens militära ingripande våren 1398 tvingades Sven och vitalianerna lämna Gotland och söka sig längre norrut där de innehade borgar på båda sidor om Bottenviken, bland andra Korsholm i Österbotten, Faxeholm i Hälsingland och Styresholm på en ö i Ångermanälven. Med dessa som baser kunde de fortsätta sin kaparverksamhet. Redan samma år inleddes förhandlingar mellan drottning Margareta och Sven vilka utmynnade i att Sven och Arend Styke benådades mot att de överlämnade sina borgar i Bottenviken till drottningen.
År 1416 förbinder han sig att återlösa Bengt Dansson dennes pantsatta gård i Sjustad, Vedbo härad: 
| ”                | Rd Sven Sture, som av Bengt Dansson i pant mottagit jord i Sjustad Ryningsholm, Höreda sn, S. Vedbo hd och ”Röma” kvarn i Björkö sn, förbinder sig att återställa dessa fastigheter, då de blivit lösta | „ |
| – SDHK-nr: 18718 | |   |

År 1419 närvarade han i Köpenhamn vid konferensen i Köpenhamn när Vladislav II av Polen och Erik av Pommern ingick en allians.
Hans dotter Katarina gifte sig med Bo Stensson, och dessa båda blev anfäder för den yngre Stureätten.